# 8677 Charlier
8677 Charlier è un asteroide della fascia principale. Scoperto nel 1992, presenta un'orbita caratterizzata da un semiasse maggiore pari a 2,9804668 UA e da un'eccentricità di 0,0968214, inclinata di 10,65135° rispetto all'eclittica.